# Château de Dale
Le château de Dale est un château médiéval situé à Dale, au pays de Galles, dans le comté du Pembrokeshire. Construit au XIIIe siècle par la famille de Vale, descendant d'un compagnon Martin de Tours lors de sa conquête du nord du Pembrokeshire au Haut Moyen Âge. C'est aujourd'hui une demeure privée.

## Histoire
Le château de Dale est la première prise de Henri Tudor, futur Henri VII d'Angleterre, qui débarque à Dale avec 4 000 hommes et 55 navires. Le château tombe en ses mains sans difficulté et le futur roi prend alors la route de l'est, traverse le pays de Galles et rejoint l'Angleterre où, le 22 août, il défait Richard III d'Angleterre à la bataille de Bosworth et se fait couronner roi d'Angleterre. Le 7 août est l'occasion pour les villageois de Dale de commémorer cet événement, dont le cinquième centenaire a été célébré en 1985.

## Galerie

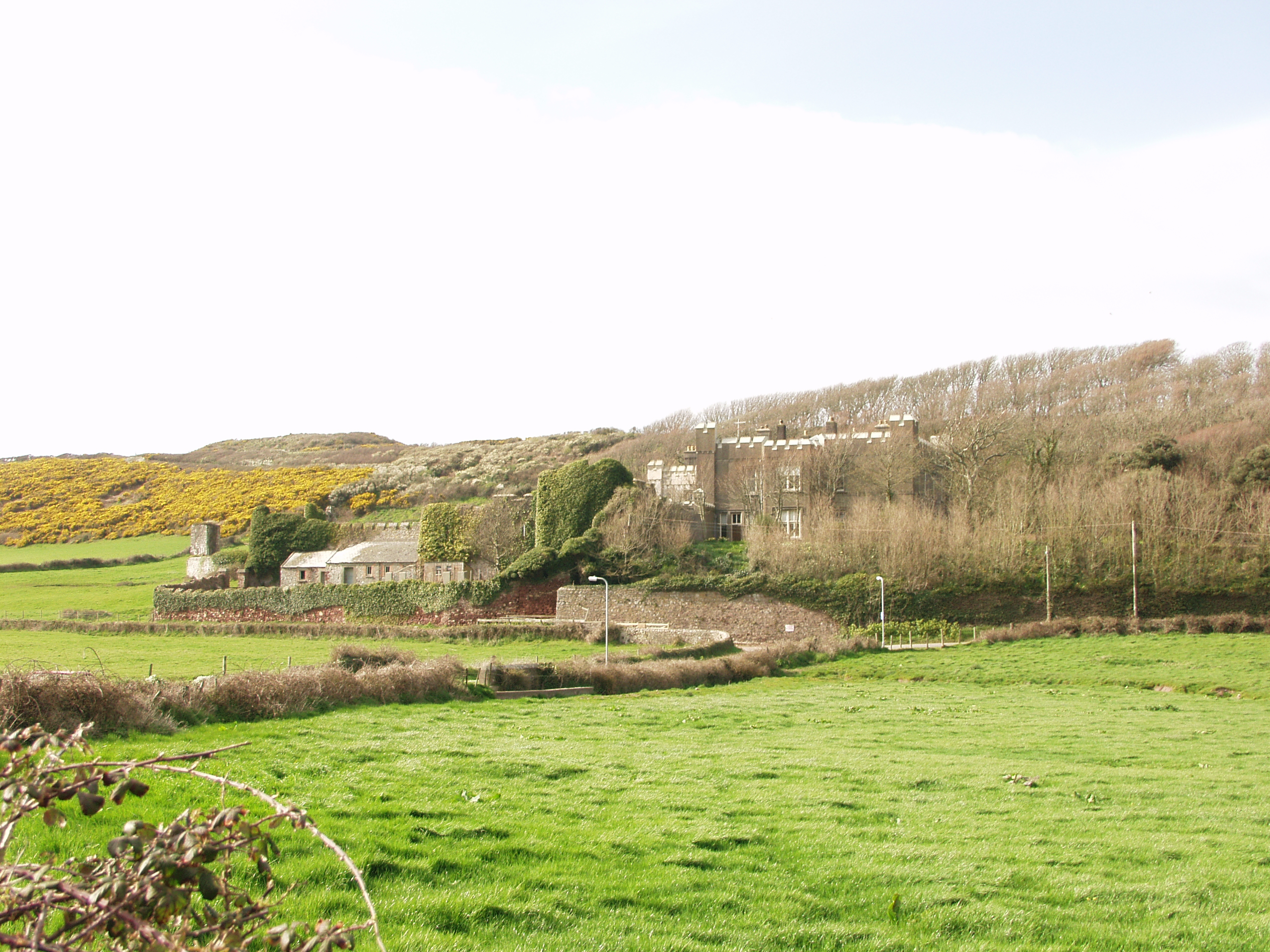
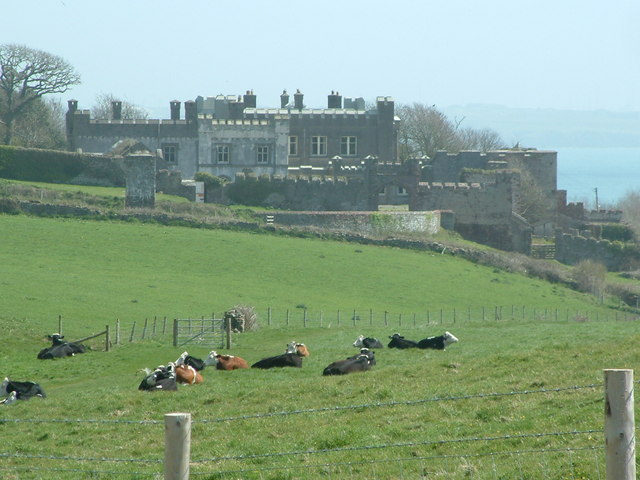
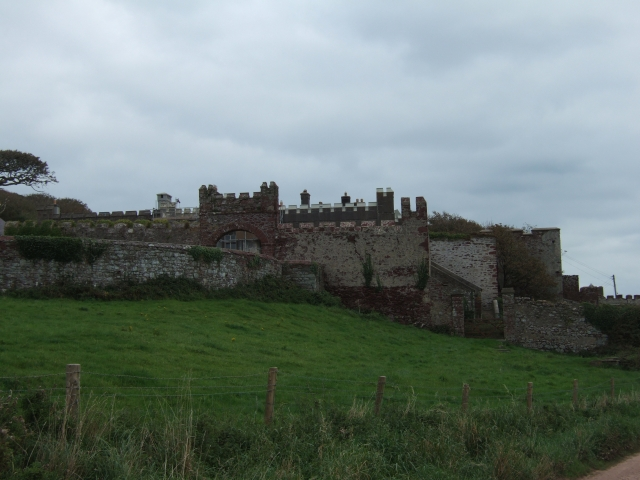